# 堀井動物園
堀井動物園（ほりいどうぶつえん）は、滋賀県守山市に拠点を置いていた移動動物園。2020年5月28日に行政処分を受け第一種動物取扱業の登録が取り消されるまで、移動動物園、移動水族館を運営し、関西を中心に全国各地での興行や、幼稚園などへの訪問を行なっていた。
ピエリ守山内に常設の展示場である「めっちゃさわれる動物園」を持っていたが、閉園している。飼育場は公開されておらず、法的には、博物館法にもとづく位置づけのある「動物園」ではなく、動物の愛護及び管理に関する法律にもとづく展示業の事業者である。園長は堀井嘉智（ほりい よしのり）。
1982年に、当時19歳だった堀井園長が創業した。行き場を失った動物も引き取ったという。野洲市大篠原に土地を購入したが、地元の反対運動により動物飼育はできず、現在は資材置場となっている。
堀井動物園を取り上げた関西テレビ制作のドキュメンタリー『ボクらはみんな生きている〜動物たちの歌が聞こえる〜』は、2007年の第16回FNSドキュメンタリー大賞にノミネートされた。2011年に火災に見舞われ多くの動物を失ったが、運営の継続は成せた。
2014年12月17日のピエリ守山のリニューアルオープンを機にピエリ側の出店依頼により、室内型の動物展示施設「めっちゃさわれる動物園」をオープン。一部の動物には直接触ることができたが、そのことが批判を受けた。めっちゃさわれる動物園は2019年1月15日に閉園した。
2019年10月25日、特定動物であるアビシニアコロブスとハクトウワシを許可を受けずに飼育したとして、罰金30万円の刑に処せられた。これを受け、2020年5月28日、滋賀県から第一種動物取扱業の登録取消しの行政処分を受けた。現在は廃業している。

## 不祥事・事故
2007年5月6日、搬送中の肺魚を新潟県長岡市の北陸自動車道上り線に落としたが、肺魚は拾得物として届けられ、動物園に返還された。
2008年1月4日、動物を保温する赤外線ライトが原因となったボヤを起こし、ヘビ1匹が焼死した。その後、2011年2月25日未明には、倉庫の火災によってベンガルトラやマントヒヒなど多数の動物が焼死した。
2013年5月8日未明には、ヤマアラシ3頭が逃げ出し、警察も出動したが、同日夜までに全頭が捕獲された。
2015年の8月から9月までの間、めっちゃさわれる動物園でオナガザル科のアビシニアコロブス1匹、移動式の堀井動物園でタカ科のハクトウワシ1羽（いずれも特定動物）を県の許可なく飼育した動物愛護法違反の容疑で園長が逮捕、起訴された。2018年12月28日、30万円の罰金刑の判決が下り、控訴審・上訴審ともに棄却され、有罪が確定している。
「めっちゃさわれる動物園」に、施設の狭さから頭を打ち付ける異常行動が出て額から流血したライオンがおり、ネットで炎上した。動物の飼育方法をめぐっては動物愛護団体などからの問い合わせが多く、滋賀県動物保護管理センターからは文書により飼育方法の改善について指導を続けてきた。